# Falkenstein (zamek w Dolnej Austrii)

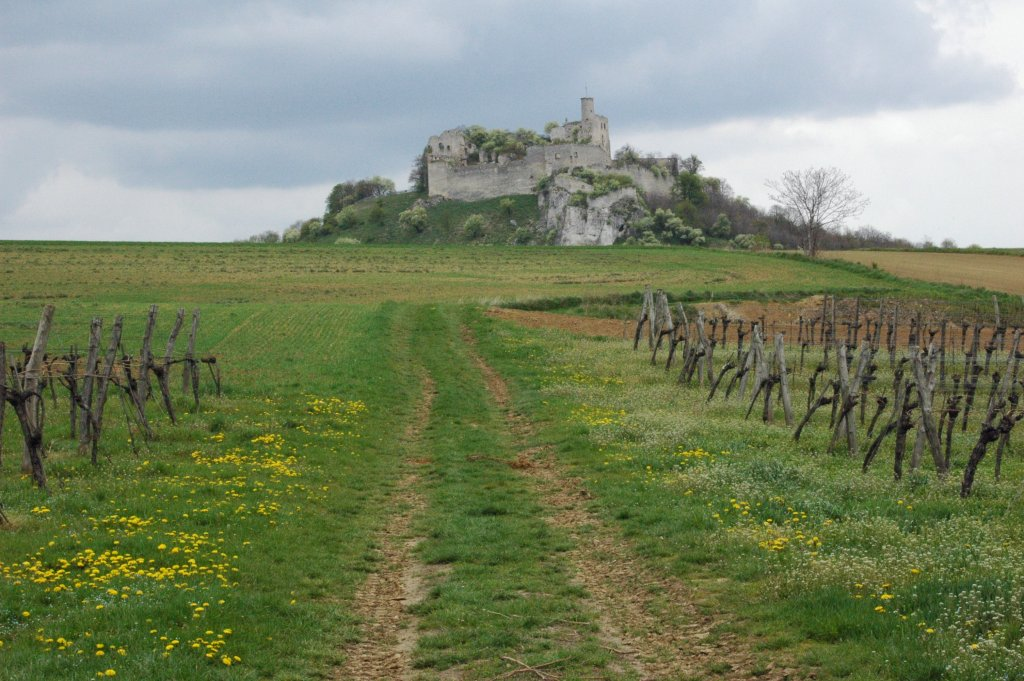
Ruiny zamku Falkenstein

Zamek Falkenstein (niem. Burg Falkenstein, dosłownie: Zamek na Sokolej Skale) – ruiny zamku w Dolnej Austrii, w rejonie Weinviertel, 55 km na północ od Wiednia, przy granicy z Czechami. 

## Położenie
Zamek miał bardzo dobre położenie strategiczne. Znajduje się na 415 metrowym wzgórzu, z którego rozciągał się widok na prawie cały Kraj południowomorawski.

## Historia
Początki historii zamku sięgają XI wieku i nawiązują do historii zasiedlenia tego terenu. Budowę zamku prawdopodobnie nakazał w roku 1050 cesarz Henryk III Salicki w okresie tak zwanej drugiej bawarskiej kolonizacji obszaru Weinviertel. 
W roku 1106, dzięki małżeństwu z Leopolda III Świętego z Agnieszką von Waiblingen, córką cesarza Henryka IV z dynastii salickiej, zamek przeszedł w posiadanie władców Austrii. 
W 1539 roku na terenie zamku więzionych było 150 anabaptystów. 
W roku 1572 Maksymilian II sprzedał zamek Hansowi Freiherr von Trautson, który zapoczątkował przebudowę zamek w formę twierdzy renesansowej. 
W roku 1645 zamek opanowali Szwedzi, lecz nie uległ on wtedy zniszczeniu. W 1646 roku, po oblężeniu, którym dowodził Jean-Louis Raduit de Souches, Szwedzi opuścili zamek. Upadek zamku nastąpił pod koniec XVII wieku, kiedy okoliczni mieszkańcy rozpoczęli rozbiórkę zamku w celu uzyskania materiału budowlanego. Zatrzymało ją dopiero zamurowanie bramy wjazdowej na teren zamku w roku 1830. 

## Dzisiaj
W sezonie letnim na zamku organizowane są średniowieczne imprezy oraz wystawiane są sztuki teatralne. W odległości ok. 10 km na południowy zachód od ruin zamku Falkenstein znajdują się ruiny zamku Staatz.

## Galeria

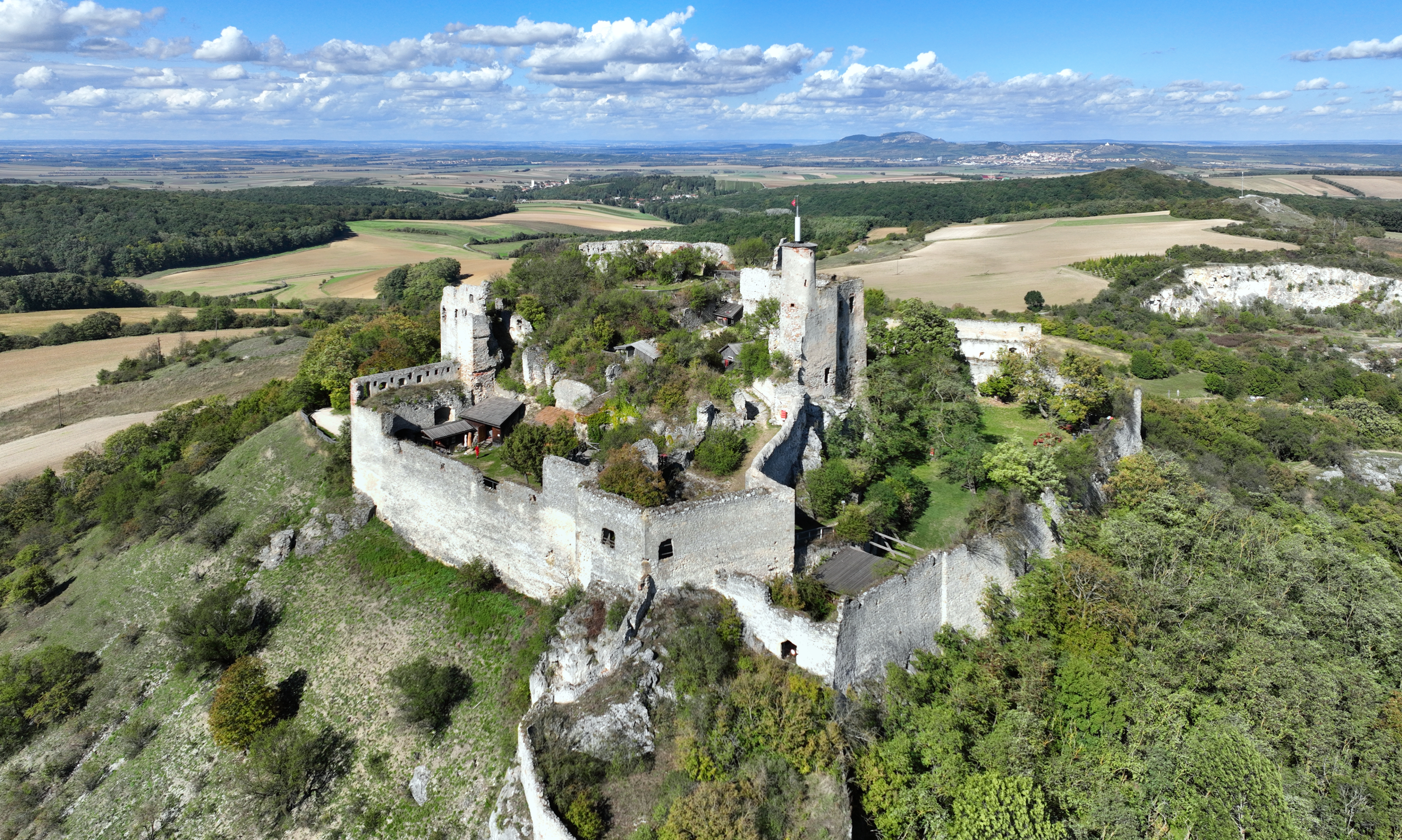
Letecký pohled na hrad Falkenstein
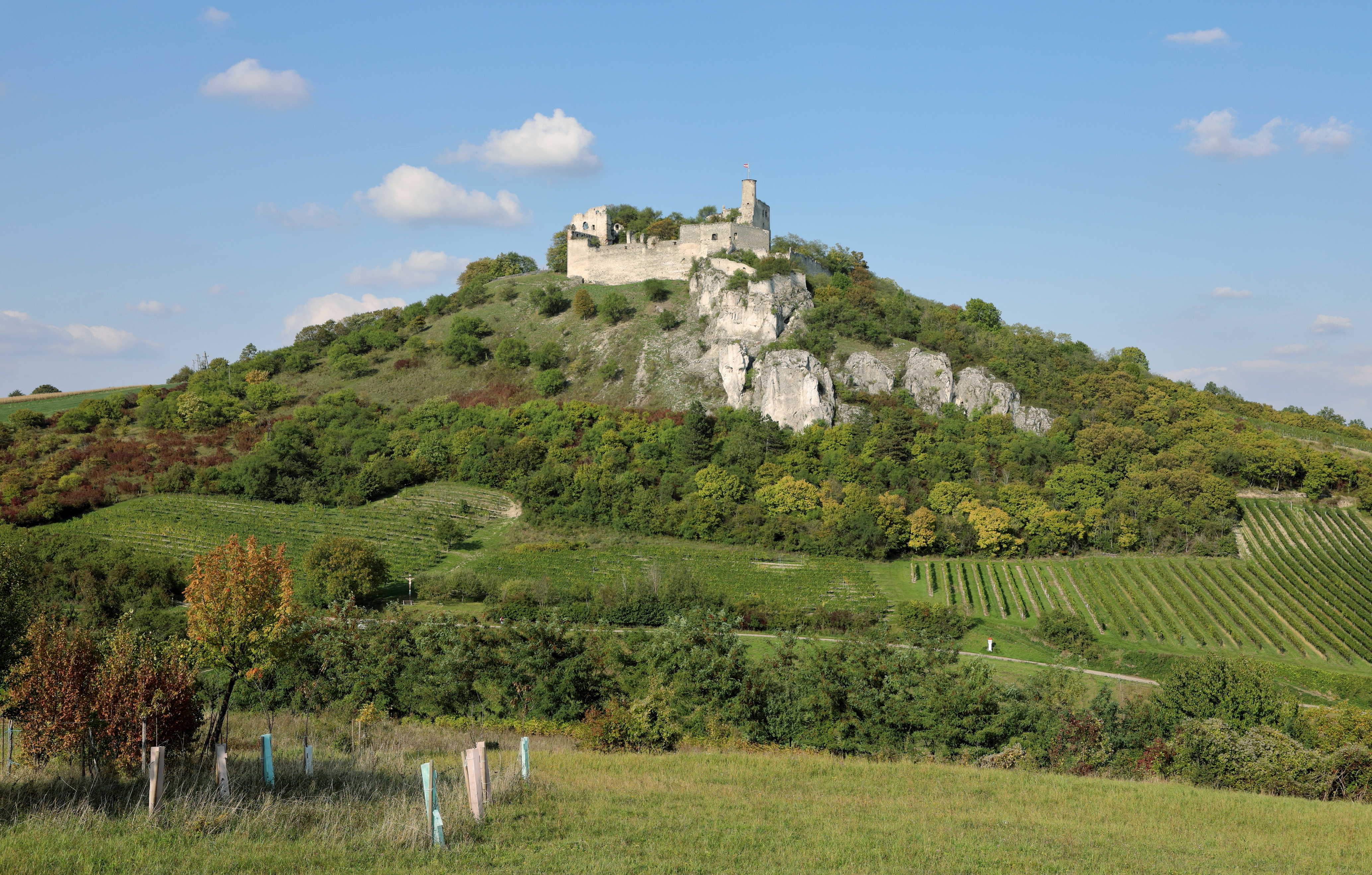
Widok na wzgórze z ruinami zamku
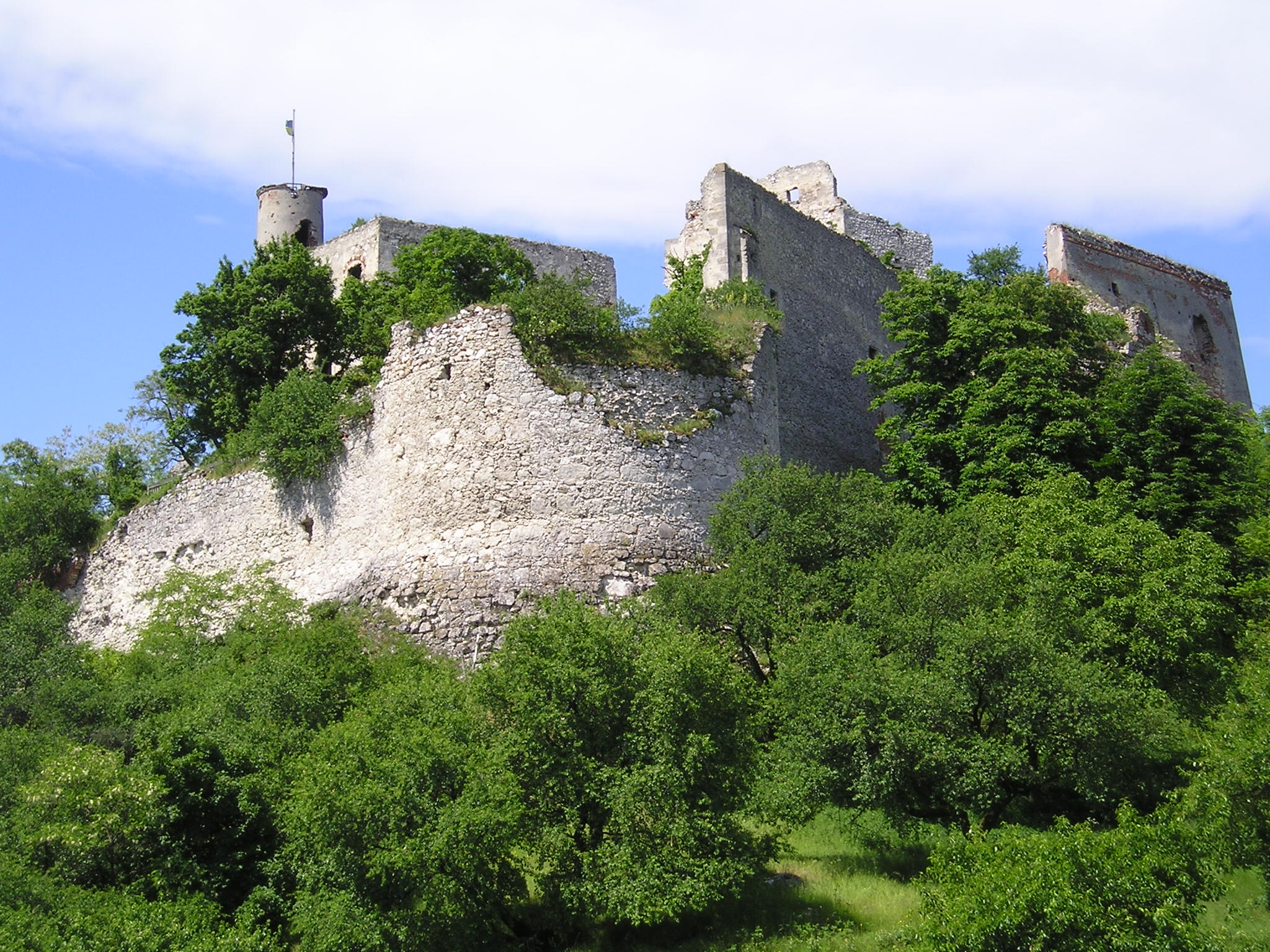
Mury zamkowe od południowo-wschodniej strony
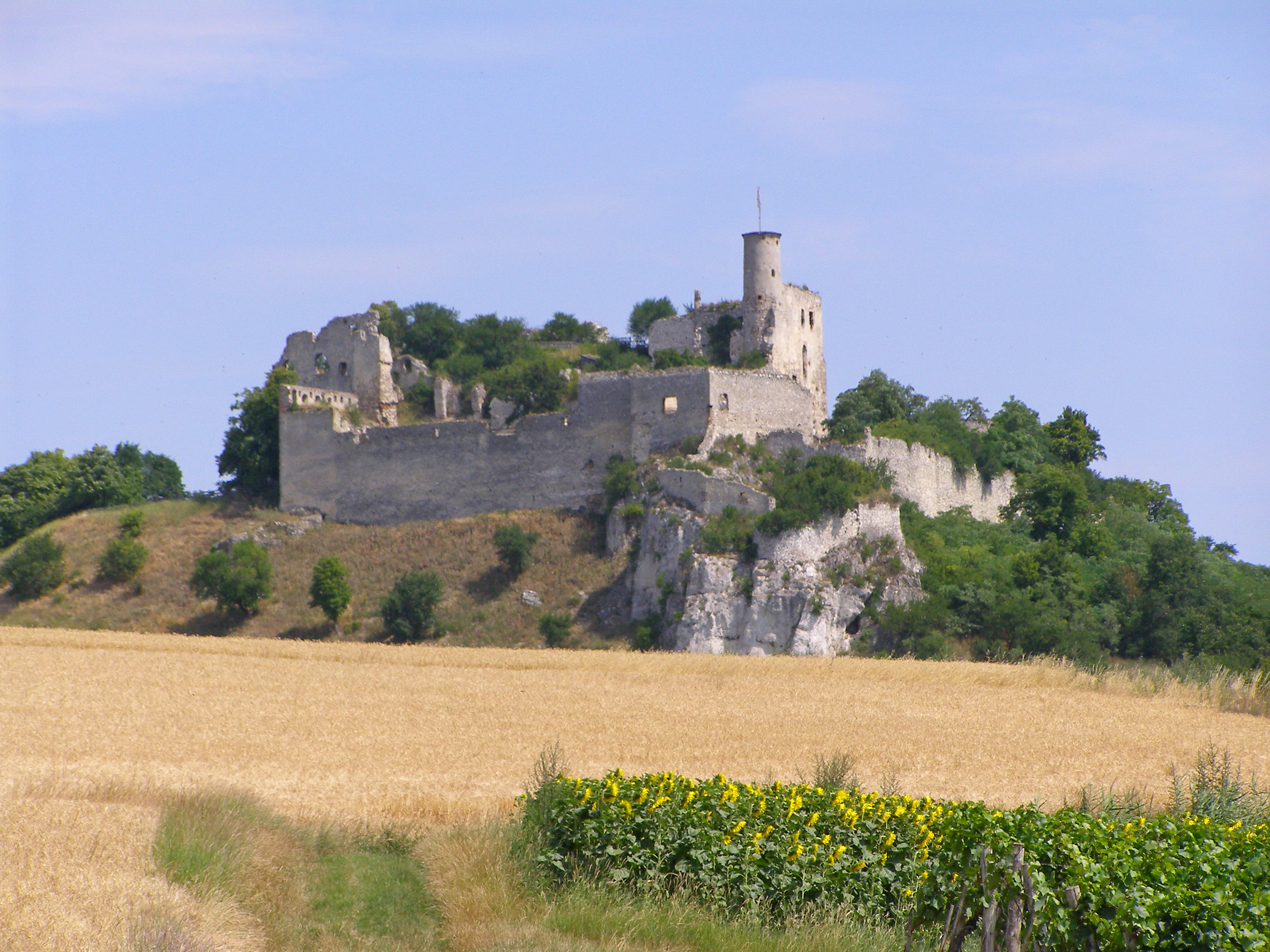
Mury zamku widoczne znad okolicznego pola